# Чеквалап
Чеквалап — чрезвычайная комиссия по производству и распределению валенок и лаптей (чуней), организованная в 1920 г. по инициативе Ленина; занималась заготовкой лаптей и валенок для красноармейцев. Большая часть продукции Чеквалапа потом распределялась Чусоснабармом (чрезвычайный уполномоченный Совета Рабочей и Крестьянской Обороны по снабжению Красной Армии и Флота). Лапти и валенки считались стратегическим товаром. Председателем был назначен Валериан Яхонтов.
Коммиссия подчинялась Чусобнабарму (чрезвычайному уполномоченному Совета обороны по снабжению армии и флота) — Алексею Рыкову. За несанкционированное изготовление обуви вводилась ответственность «по законам военного времени». Кустарей обязали заготовлять лапти для нужд Красной Армии, отказ в трудовой повинности приравнивается к дезертирству, а лица, виновные в представлении комтрудам неправильных сведений, отвечали перед судом как за укрывательство военных дезертиров.